# TTT Rīga 2006-2007
Questa voce raccoglie le informazioni riguardanti il TTT Rīga nelle competizioni ufficiali della stagione 2006-2007.

## Risultati
La squadra si è qualificata per i play-off in campionato, venendo eliminata nel girone di semifinale. Ha chiuso al terzo posto finale, grazie al successo 79-71 sul Laisvė Kaunas nella finalina.

## Roster
- Elīna Babkina
- Rita Brīdiņa al Frīdenšteina
- Anita Eglīte
- Liene Neimane
- Liene Jēkabsone
- Dace Krūmiņa
- Ieva Tāre
- Baiba Eglīte
- Līga Bergvalde
- Ieva Jansone
- Anete Šteinberga
- Karīna Belrusa
- Anna Gailīte
- Amiša Kārtere.

Allenatore: Ainārs Čukste.